# معركة هنقاكاكا
معركة هنقاكاكا وتكتب أحيانًا (هرينقاكاكا) هي معركة نشأت بين جيشي الماوري من الجزيرة الشمالية قرب منطقة(تي اواموتو) واوهايو في إقليم وايكاتو في أواخر القرن الثامن عشر وبداية القرن التاسع عشر. وكما يقال فإنها تعد أكبر معركة على الإطلاق قامت على أرض نيوزيلندا. ينتمي أحد الجيشين إلى الشمال بينما الاخر من (تاينوي) كونفدرالية نيوزلندا الشمالية. ضم كلا الجيشين قوة حلفاء من مناطق مختلفة من (هابو) و(أيوي).

## التاريخ
حدد المؤرخ النيوزلاندي المبكر بيرسي سميث تاريخ المعركة في عام 1780، أقر التاريخ بناءً على سلسلة من انساب القبائل، لكن الدلائل الشفوية من القصص التاريخية  الماورية التي رُوت من قبل المحاربين الذين قاتلوا في المعركة وكانوا لا يزالون على قيد الحياة وبعد التواصل مع الأوروبيين تشير إلى أن عام 1780 يعتبر مبكر جدا. قرر سامويل مارسدين على رئيس قبيلة نغاتي واتوا (تي موروباينجا) الذي قاد المحاربين في المعركة، على أنه كان في عمر الـ 50 عندما رأه في عام 1820. وتاريخ 1780 ربما سيجعله أصغر بحوالي 10 سنوات. مصادر أخرى من  قبيلة نغاتي واتوا تقول أن المعركة ظهرت قبل سنتين من الهجوم الذي حصل على منطقة بويد عام 1809 ماجعل تاريخ المعركة في عام 1807. بناءً على تقاليد قبيلة نغاتي مانيابوتو الشفوية وقبيلة نغاتي تي وقبيلة نغاتي باريتيكاوا فقد حددو وقوع المعركة في عام 1790-91 او حوله. وعلى هذا النحو فقد اختلفت المصادر على تاريخ المعركة ولكن نطاقها من  1790 إلى 1803 وحوالي 1807  عام والان يبدو هو الأمثل.

## منشأ الحرب
منشأ أو سبب الحرب كان قبل حوالي ثلاث سنوات من المعركة حيث أن (ببكاوترانقي) وهو رئيس قبيلة نغاتي تاو من مقاطعة ماروكوبا،  كان منزعجا من سوء توزيع حصاد سمك "كاهاواي" بناءً على ما قال (بي تي هورينيو جونز). مصادر أخرى تقول أن (ببكاوترانقي) أخذ لنفسه أكبر سمكة وانتهزها وتم الاستيلاء عليه وغمره إلى الحد الذي كاد أن يغرق. انتقامًا لذلك قام بقتل أعضاء من نغاتي أباكورا، الذين كانوا أحد الهابو الذين المضيفين لوليمة السمك حيث طهو أجسادهم ووزعوها لتناول الطعام بين نغاتي كاوواتا ونغاتي راوكاوا.

## الاستعدادات
بعد ذلك قام بيكا بالقتال حول الجزيرة الشمالية السفلية جامعا قوى عظيمة من العديد من الحلفاء الصغار هابو وايو. قام بجمع 4000 رجل من منطقة  ويلينغتون ومزيدا من قبائل الكوست الغربية وقبيلة نغاتي بورو ونغاتي كاهونقونو بعدد حوالي 3000. كان هذا مشتركا من قوى مختلفة من (تي اتي اوا)  ونغاتي روانوي وقبائل من وانقانانوي الذين حاربوا من قبل مع قبيلة نغاتي مانبابوتو.
ردًا لذلك قامت نغاتي مانيابوتو وقبائل الوايكاتو بالتحالف مع نغاتي هاتوا وهاوراكي هابو. انتج هذا التحالف استعدادات لنشر سلسلة من أنظمة تحذير ممتده من جبال كاكيبوكو ماونقا إلى جبال تاوبيري ماونقا لتحذير قوات الوايكاتو مانيابوتو من غزو وشيك واستراتجيه الحرب لصد ودفع اجتياح قوات البيكاوتيرانجي وتشييد سلسلة من ( با باهو) مجهزة بأجهزة تحذير بِدأً ب:-
- مانقتاتوا با، على نهر بونيو ادنى كاكيبوكو ماونقا والتي تعد نقطة تجمع للوايكاتو مانقيابو.
- وايري با على مجرى المانقابيكا.
- نوكوهاو با على ضفة وايكاتو بالقرب من منطقة باروز.
- مانيابوتو با في مقاطعة جوردننت.
- تاوبيري با في منطقة تاوبيري على ضفة نهر وايكاتو.

عندما تم التنبيه من قبل نقاتو مانيابوتو على هجوم وشيك أو غزو من قبل قوى خارجية اطلق مانقاتواتوا با إنذار والذي تم نقله إلى قبيلة واياري با، التي اطلقت إنذارها بعد ذلك والذي سمعته قبيلة نوكوهاو با وبالتالي أطلقت إنذارها مما جعل قبيلة مانيابوتو تسمعه وأطلقت ناقوس الخطر لتسمعه قبيلة توبيري وكل وايكاتو. عند سماع الإنذار ستجتمع قبائل وايكاتو مانيابوتو في مانجاتواتوا كما كان مخططًا مسبقًا.

## نشر القوات العسكرية والاندماج المشترك
تتراوح عدد قوى المهاجمون من 7000 إلى 10000 محارب  مجتمعين في وتورهانقا  وقاموا بغزو منطقة وايبا لاستعادة شرف قبيلة بيكاوتيرانجي.
تم رصد الغزاة لأول مرة من قبل واهانويرو زعيم مانيابوتو في جنوب أوتوروهانجا مباشرة. أرسل عدائين إلى با باهو في مانقاتواتوا لإطلاق ناقوس الخطر وتحذير قوات وايكاتو مانيابوتو من الهجوم الوشيك.
في اليوم الذي يسبق المعركة اصطف الجيشان أمام بعضهما البعض. أدركت قوات واتوا هاوراكيا وواكاتو مانيابوتو المشتركة أن أعدادها كانت أقل بكثير بحوالي 1600 (تقول بعض المصادر 3000)، فقامت بترتيب مجموعات من الريش فوق نبات السرخس لمحاكاة ريش رأس المحاربين في الاحتياط بينما صنع القادة الآخرون خطب شبيهة بالحرب في السرخس للمحاربين الوهميين. اختار المدافعون عن وايكاتو خط سلسلة جبال تي مانجو جنوب بحيرة نجاروتو (وغرب حيث كانت محطة سكة حديد نجاروتو لاحقًا لجذب القوة الغازية وايقاعها في كمين).
وضع تي راوانجانجا، والد تي ويروهيرو، جيشه على أرض مرتفعة في نهاية سلسلة من التلال الضيقة في ثلاث مجموعات. تجمعت القوة الغازية عند سفح السكة (ربما بالقرب من مكان خط السكة الحديد الآن). هاجمت قوات هاوها مانيابوتو تي كاواو بفضل تكتيكها (كانقضاض طائر الغاق). اندفعوا إلى أسفل التل في وسط القوة الغازية على شكل اسفين طائر. تراجع المدافعون مما سمح للمهاجمين بتطويقهم ثم اندفعت المجموعة الثانية من القوات المدافعة إلى أسفل التل لتضرب جيش بيكاتيرانجي المرتبك في الجناح. جاءت نقطة التحول عندما سقط جيش  بيكاتيرانجي بضربة من تي راوانقانقا. في حالة من الذعر حاول الغزاة التراجع على طول فجوة ضيقة بين التلال والبحيرة لكن تعرضوا لكمين من قبل رجال تيريوا الذين كانوا ينتظرون في الأدغال على امتداد التلال. جُبرت  قبيلة قاتي تاو على العيش في المستنقعات على طول حافة البحيرة وحاول البعض منهم السباحة في البحيرة لكن الدوريات المنتظرة على الجانب البعيد قامت بقتلهم.
لقي العديد من آلاف حتفهم في الهجوم. يقول باي تي هورينوي جونز من تاينوي إنه يقال إن 16000 محارب قد شاركوا. ومن بين المقاتلين وايكاتو مانيابوتو ونغاتي توا ونغاتي راوكاوا. ويقال إن نجاتي راوكاوا وحده فقد 1600 محارب في المعركة، بما في ذلك قائدان. وجاء آخرون من إقليم تاراناكي ومن كايبارا في نورثلاند وأقصى الشرق حتى خليج بلنتي وإقليم هاوكس باي . مات الكثير من القادة في المعركة المعروفة ب هينجاكاكا (سقوط الببغاوات)، كصدى الصيد  التقليدي  الجماعي  للببغاء.
فُقدت تي أوينوكو وهي قطعة أثرية لنحت لمقدس في المجزرة، ولم يتم استعادتها إلا عام 1906.

## ما بعد الحادثة
فكر محاربو تاينوي المنتصرون في متابعة انتصارهم الحاسم بشن حملة ضد القبائل التي شنت الحرب عليهم. ومع ذلك رأى توهونجا من نقاتي واتوا حلمًا سيئًا حيث أن نقابوهي شن هجومًا على كايبارا في غيابهم. عاد نقاتي وأتوا إلى وطنهم وتمكنوا من إحباط محاولة غزو من قبل نقابوهي. هناك آخرون من تاينوي أرادو مواصلة الحرب خاصة ضد راوكاوا الذين تم إضعافهم بشكل خطير وتراجعوا إلى منطقة ماونقاتاوتاري. سئمت وايكاتو من القتال في هذه الأثناء ولكن في عام 1810 انطلق محاربيها إلى الساحل الغربي لشن غارة. التقوا في منطقة رانقيكايواكا في الساحل بقوى من نقاتي تاما وقائد من نقاتي هاوا (تايبوروتو) والذي قُتل فيما بعد. نتيجة لهذا شرع حزب من حرب وايكاتو مانيابوتو في الحصول على أوتو لمعاقبة نجاتي تاما. تم نصب كمين للمحاربين المنتقمين وهزمهم نجاتي تاما ورئيسهم رابارابا.

### معركة موتونوي
حول عام 1819-20 وخلال هجرة قبيلة نقاتي تاو جنوبًا بعد طردهم من كاويا بواسطة وايكاتو مانيابوتو بعد معركة معركة  تي اراوي. انطلق كلا من تي ابيهاي وتي كاواو من نقاتي وآتوا بينما كوكوتاي من نقاتي تيبا (وايكاتو) وبيهي توكوريهومن نقاتي باريتيكاوا (مانيابوتو) مع حوالي 400-500 من المحاربين المتميزين في رحلة تسمى ب "أميو وينوا" طلباً للانتقام من أوتو من القبائل التي سعت إلى غزو أوطان أجدادهم في أراضي وايبا ووايكاتو خلال معركة هينجاكاكا. بعد أن تم تطويق الأرض من وايكاتو وماونغاتوتاري إلى تي أراوا وتوهو وعبورًا بمنطقة تاي روهيتي إلى تي ماهيا ثم إلى وايراربابا وعبر ماناواتو ووانجانوي، وفي النهاية تمت محاصرة تي آتي "أوبي تاوا" (أحد أحزاب الحرب) من قبل قوات آوا في بوكيرانجيورا باعلى ضفاف نهر وايتارا تاراناكي. تم تشكيل قوة كبيرة من وايكاتو مانيابوتو تحت قيادة تي ويرويرو و تي هياكاي  و ماما و مجموعات أخرى لفك حصار بوكيرانقورا با و وتحرير اميو وينوا اوبي تاوا ( حزب في حرب اميو وينوا). في الطريق مرت هذه القوة الاقل في المستوى بالقرب من أوكوكي با، حيث التقوا بـ نغاتي توا تحت قيادة تي راوباراها مع العديد من محاربي تي اتي اوا . في معركة موتوني انتصرت قبيلتي نقاتي توا واتي اول ولكن مع ذلك استمرت القوة ذات المستوى الأخف في الاتحاد مع حزب حرب أميو وينوا ثم عادوا دون مزيد من القتال إلى أوطانهم في وايكاتو ووايبا.
أدى هذا إلى مزيد من الصراع وكان الخلفية والسبب المباشر لتشكيل نقاتي توا تحالفات مع نقاتي تاما و نقاتي موتونقا في ثورة نغاتي توا لكبرى عام 1821-1822. أدى هذا الهجوم  إلى مزيد من الهجمات والهجمات المضادة حتى وصل إلى ذروته في عام 1831 عندما قامت فرقة كبيرة من وايكاتو يُزعم أنها تضم حوالي 4000 محارب بتنفيذ حملة وحشية ومستمرة على مدار عدة سنوات بقيادة محارب وايكاتو العظيم تي ويروهيرو. لقي النساء والأطفال حتفهم عندما حاولوا الفرار من بوكيرانجيورا با وعندما أضحى الرجال في حالة ضعف قفز العديد منهم فوق الهاوية لتجنب محاربي وايكاتو. تم تعقب الهاربين وقتلهم على أي حال. قتل تي ويروهيرو 150 سجينًا باستخدام الحجر الأخضر المفضل لديه ولم يتوقف إلا عندما تضخمت ذراعه بسبب الاستخدام المفرط. لم يُظهر رئيس نغاتي مانيابوتو (توكوريهو) اي رحمة تجاه شعب بوكيرانجيورا وهم نفس الأشخاص الذين أنقذوا حياته وحزبه الحربي قبل 10 سنوات حيث وضعوا رؤوس زعماء قبيلة با و واتيتيري و بيكابيكا على أعمدة أمام الوارينوي الذي كان يؤويه ويعينه قبل عقد من الزمن. وكان هذا الفعل معروفًا لدى جميع القبائل الأخرى.